# Golden Type
The Golden Type és una font serif dissenyada l'any 1890 per l'artista William Morris pel seu projecte d'impressió per a llibres fins, el Kelmscott Press. És una font d'estil antic, basada en el tipus dissenyat pel gravador i la impressor Nicolas Jenson a Venècia al voltant de 1470. És nomenat "La llegenda d'or", que pretenia ser el primer llibre utilitzant-lo. El disseny original no té ni una cursiva ni un pes en negreta, ja que cap d'aquests va existir en temps de Jenson.

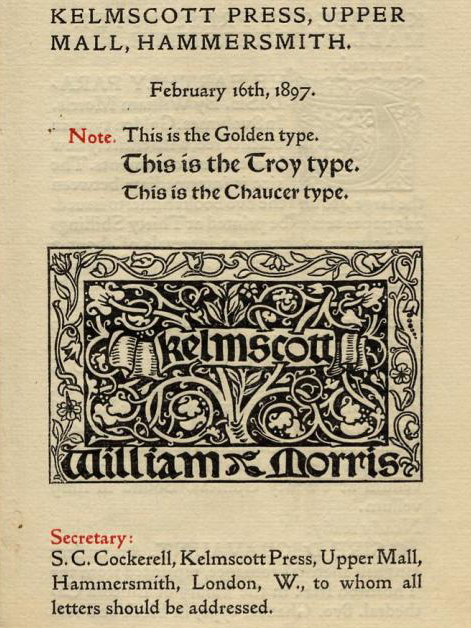
The Golden Type entre altres tipus de lletra utilitzades per la Kelmscott Press

L'objectiu de Morris a la Kelmscott Press era reviure l'estil d'impressió primerenca i manuscrits medievals, i el disseny és, doncs, un profund rebuig de l'estètica aspra e industrial de les tipografies contemporànies a Didone, utilitzades en el moment d'impressió de propòsit general i també dels dissenys d' "estil antic modernitzat" populars en els llibres. En canvi, el disseny té un "color" relativament pesat a la pàgina. El disseny és un ressorgiment solt, una miqueta més atrevit que el gravat original de Jenson, donant-li una mica de l'aparença de l'escriptura medieval del blackletter, i ha estat criticat per la seva aparença a causa d'aquest aspecte pesat. (Una resposta particularment extrema al segle xx va ser la de Stanley Morison, que, encara que educada sobre la seva innovació i llegibilitat, va descriure el seu disseny en privat com "faltat positivament".) Morris va decidir no utilitzar la llarga S i algunes lligadures trobades en la impressió inicial, però descartat des de llavors, sentint que feien textos difícils de llegir.
Per preparar el disseny, Morris va encarregar fotografies engrandides dels llibres de Jenson de l'artista Emery Walker (que sobreviu), de la qual va preparar dibuixos; Walker estava interessat en la història de la impressió i el seu interès podria haver inspirat a Morris a aventurar-se en aquest món. El disseny va ser tallat en metall en una sola grandària per Edward Prince i llançat per la companyia de l'amic de Morris, Talbot Baines Reed.
El Type d'Or va desencadenar una tendència d'altres tipografies amb un estil similar encarregat per a la bona impressió de llibres a Gran Bretanya, inclòs el de Doves Press, que va ser cofundador de Walker. Diverses d'aquestes tipografies també van ser tallades per Prince. Es van fer altres primers exemplars a Amèrica. S'han creat moltes revivències similars de Jenson, incloent el Claustre de l'Estil Antic, el Tipus de Doves, el Centaure, l'Adobe Jenson i el Text de Hightower, que són els més fidels a l'obra original de Jenson. També va influir en alguns dels treballs de Frederic Goudy.
The Golden Type ha estat digitalitzat per ITC. Les punxonadores i matrius originals, juntament amb totes les altres tipologies de Morris, sobreviuen a la col·lecció de Cambridge University Press.